# Svodín
Svodín é um município da Eslováquia, situado no distrito de Nové Zámky, na região de Nitra. Tem 53,48 km² de área e sua população em 2018 foi estimada em 2.477 habitantes.

## Demografia
| Ano:        | 1994 | 2004   | 2014   | 2024   |
| ----------- | ---- | ------ | ------ | ------ |
| Broj ljudi: | 2634 | 2630   | 2517   | 2354   |
| Razlika:    |      | -0,15% | -4,29% | -6,47% |

| Ano:               | 2023 | 2024   |
| ------------------ | ---- | ------ |
| Número de pessoas: | 2370 | 2354   |
| Diferença:         |      | -0,67% |